# Sindrome della fermentazione intestinale

Sistema Digerente

La sindrome della fermentazione intestinale, nota anche come sindrome dell'autoproduzione di birra, è una condizione medica rara in cui vengono prodotte quantità di etanolo mediante fermentazione endogena degli amidi all'interno del sistema digestivo. Diversi organismi gastrointestinali possono essere legati alla patologia, come Saccharomyces cerevisiae, Candida glabrata o la Candida albicans,  sono stati identificati come fattori eziologici per questa condizione.
Le dichiarazioni di fermentazione endogena di questo tipo sono state utilizzate come difesa contro le accuse di guida in stato d'ebbrezza.
Un caso è rimasto non diagnosticato per 20 anni.
È stato anche studiato, ma scartato, come una possibile causa di sindrome della morte improvvisa del lattante.
Una variante di questa sindrome si verifica in persone con anomalie del fegato che impediscono loro di abbattere l'alcol normalmente. I pazienti con questa condizione possono sviluppare sintomi simili a questa sindrome anche quando il lievito produce una quantità di alcol troppo piccola per inebriare un individuo sano.

## Sintomi
La malattia può avere effetti profondi sulla vita quotidiana. Gli effetti collaterali ricorrenti sono mal di stomaco, vertigini, bocca secca, postumi dell'ubriachezza (hangover), disorientamento, sindrome dell'intestino irritabile e sindrome da affaticamento cronico. Questi effetti possono portare ad altri problemi di salute come la depressione, l'ansia e la scarsa produttività sul lavoro. Lo stato di intossicazione inoltre può portare a difficoltà personali nel quotidiano, e la relativa difficoltà nel riconoscere la condizione può rendere difficile individuare il trattamento adatto.